# Miina Härma
Miina Härma (Kõrveküla, Estonia, 9 de febrero de 1864 – Tartu, Alemania nazi, 16 de noviembre de 1941) fue una compositora estonia. Fue la segunda música estonia en obtener educación superior.
Su mayor contribución fue probablemente haber llevado la música de órgano al campo, ya que prácticamente ningún organista profesional ofrecía conciertos fuera de las ciudades. Durante sus 60 años de carrera creativa, compuso más de 200 canciones corales, 10 cavatinas, un canto titulado «Kalev y Linda», entre otras obras. Su producción se centró principalmente en la música vocal.

## Biografía

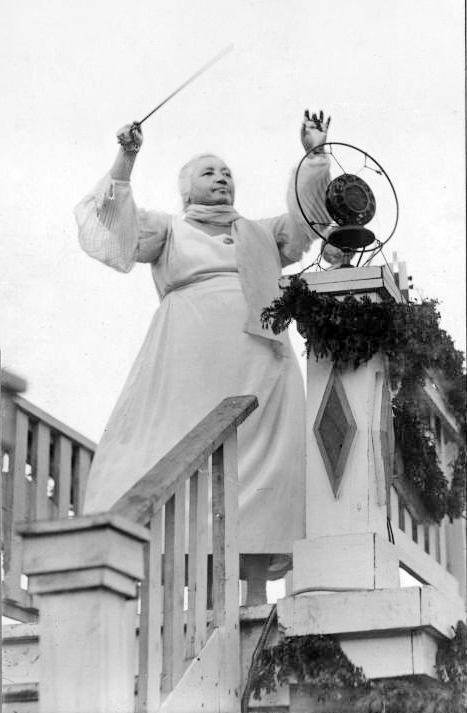
Miina Härma dirigiendo en el IX Festival de la Canción de Estonia en Tallin en 1928.

Miina Härma nació como Miina Hermann en 1864 en Kõrveküla, Livonia, entonces parte del Imperio ruso, en el seno de una familia de siete hijos. Su padre era maestro local y tanto él como su esposa tenían formación musical.
Härma comenzó a aprender música de forma autodidacta con un pequeño órgano que le compró su padre. A los 15 años, empezó a estudiar con K. A. Hermann, quien le dio clases de composición musical y piano. En 1883 ingresó al Conservatorio de San Petersburgo, siendo ese año la única estudiante de órgano. Se graduó en 1890, pero permaneció en San Petersburgo debido a la dificultad de encontrar trabajo en los gobiernos bálticos.
En 1894, tras el quinto Festival de la Canción de Estonia, formó su propio coro. En 1903, presionada por problemas económicos, se mudó a Kronstadt, en la gobernación de San Petersburgo. Sin embargo, en 1915 tuvo que abandonar la ciudad por la Primera Guerra Mundial, ya que a los civiles no se les permitía permanecer allí.
Aunque la música se había desarrollado rápidamente en Tartu, aún era difícil encontrar empleo como profesora, ya que la guerra había reducido el número de estudiantes. En 1917, Härma consiguió trabajo como profesora de música en una escuela que hoy lleva su nombre: el Gimnasio Miina Härma.
Falleció el 16 de noviembre de 1941 en Tartu, y fue enterrada en el Cementerio de Raadi.